# 真壁太陽
真壁 太陽（まかべ たいよう、1974年6月18日 - ）は、日本の漫画家、漫画原作者、イラストレーター。代表作『ブレイド三国志』など。漫画家業のほか、漫画の監修なども手掛ける。

## 経歴
大学卒業後、インディーズで作品を発表しながら講談社の『週刊モーニング』のMANGA-OPENにて佳作を受賞。その後、商業誌で短編作品や短編連載を執筆。商業誌では作画、原案・構成などで秋田書店やスクウェア・エニックスなどで執筆。作家業を営む傍ら、NPOイベント、大学での登壇、歴史上の人物のキャラクター化、キャラクターコンテンツのプロデュースやアニメーションの原作制作などの立ち上げなどを通じコミック制作のスキルによる新たなエンターティメント活動を精力的に行う。

## 作品リスト

### 漫画
- 三国志闘将伝コミック剣王Vol.1
- ダブルソウル（全7巻）秋田書店
- ブレイド三国志（原案構成担当）スクウェア・エニックス
- デビルサマナー 葛葉ライドウ 対 コドクノマレビト（脚本担当）エンターブレイン
- 伊達MONO（ガンガン戦-IXA-掲載、ガンガンONLINE連載）スクウェア・エニックス
- ヴァルハラ 〜本多忠勝伝〜（原案構成担当）スクウェア・エニックス

ほか

### イラスト
- オンラインゲーム『戦国IXA』（スクウェア・エニックス） - 武将カード「山本勘助」

### その他
- 伊達政宗フリーク